# Cute but Psycho
Cute but Psycho (estilizado em letras maiúsculas) é o segundo extended play da cantora brasileira Manu Gavassi, lançado em 21 de dezembro de 2018, através da gravadora Universal Music.

## Lista de faixas
Todas as faixas escritas por Manu Gavassi e produzidas por Marcelo Ferraz e Pedro Dash.
| Cute but Psycho – Edição padrão |                                |         |  |
| N.º                             | Título                         | Duração |  |
| 1.                              | "Cute But Psycho"              | 2:41    |  |
| 2.                              | "talvezeunemteame(tantoassim)" | 2:46    |  |
| 3.                              | "Sim, é sobre você."           | 2:50    |  |
| Duração total:                  | Duração total:                 | 8:18    |  |